# Hôtel de Ville (Montbéliard)

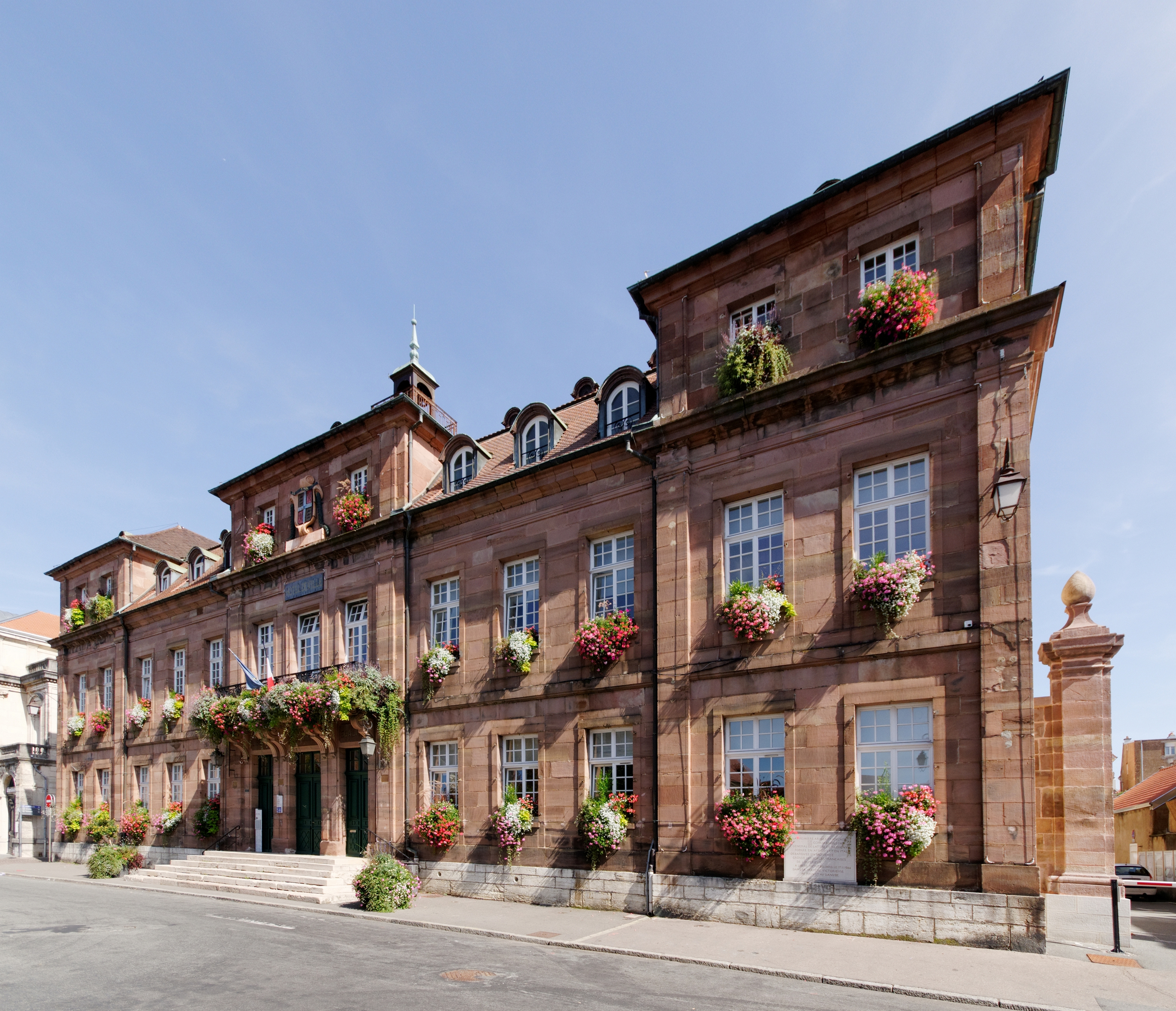
Hôtel de Ville in Montbéliard

Das Hôtel de Ville (deutsch Rathaus) in Montbéliard, einer Stadt im französischen Département Doubs in der Region Bourgogne-Franche-Comté, wurde im 18. Jahrhundert errichtet. Das Hôtel de Ville am Place Saint-Martin ist seit 1939 als Baudenkmal (Monument historique) geschützt.

## Geschichte
Der Vorgängerbau wurde 1470 errichtet und 1776 abgerissen. Die Grundsteinlegung des neuen Hôtel de Ville erfolgte am 23. Mai 1776, es wurde nach Plänen von Philippe de La Guêpière errichtet. Am 13. November 1778 fand die erste Sitzung des Rates in den neuen Räumen statt.
1858 wurde ein Teil des Hôtel de Ville von Auguste Goguel in ein Theater im italienischen Stil umgebaut, das im Parterre und auf den zwei Balkonen insgesamt 500 Zuschauern Platz bietet.

## Architektur
Das Gebäude aus Buntsandstein wird von Pilastern gegliedert. Am Giebel befindet sich das Wappen und die Devise der Stadt: „Dieu seul est mon appuy“ (Gott allein ist mein Halt).